# Rio Tinto
Rio Tinto este un oraș în Gondomar, Portugalia. Are o suprafață de 9.38 km² și o populație de 50.713 locuitori (2011).